# Roßleithen
Roßleithen es una localidad del distrito de Kirchdorf an der Krems, en el estado de Alta Austria, Austria, con una población estimada a principio del año 2018 de 1889 habitantes. 
Se encuentra ubicada al sur del estado, cerca de la frontera con el estado de Estiria y al sur del río Danubio y de Linz —la capital del estado—.